# 장창헌
장창헌(張昌憲, ? ~ 1924년 7월 13일)은 일제강점기의 참의부 계열 항일 운동가이다. 평안북도 룡천군 출신이다.

## 생애
30대 중반인 1919년부터 무장 독립운동을 시작하였고, 1923년에는 만주 지역에서 참의부 소속으로 압록강을 넘나들며 활동했다.
참의부는 만주에 근거를 두고 무장 활동을 전개했으며, 자주 압록강을 넘어와 일본군 초소를 습격하였다. 참의부 주민과 병사 가운데는 효과적인 게릴라전 수행을 위해 평안도 출신이 많은 비중을 차지했다. 장창헌은 참의부 제1소대장을 맡았다.
1924년 5월 사이토 마코토 총독이 국경을 순시할 때 저격을 계획하였다가 주도적으로 실행해 큰 위협을 주었던 일로 일경의 공격 목표가 된 가운데, 1924년 7월에 제1소대장으로서 대원들과 함께 국경을 넘어 강계군으로 진입했다. 그러나 밀정들의 밀고로 위치가 탐지되어 강계군 종서면에서 일본 경찰의 공격을 받았고, 교전을 벌인 끝에 전사했다.
이때 평북 지역의 유명한 고등경찰인 김덕기가 엽총을 쏘아 장창헌과 휘하의 대원 한 명을 직접 사살한 것으로 알려졌다.

## 사후
- 1949년 김덕기가 반민족행위처벌법에 따라 재판을 받았을 때, 이 일을 가리켜 "차마 인도 상 못할 일을 하였으며, 후회됩니다"라고 진술한 바 있다.
- 대한민국 정부는 1995년에 건국훈장 애국장을 추서했다.

## 참고자료
- 장창헌 : 독립유공자 공훈록 - 국가보훈처